# آسيا خولة عبد الهادي
آسيا «خولة» سعيد رمضان عبد الهادي (1948) روائية أردنية فلسطينية. ولدت في بلدة سَلَمَة قرب يافا. ونشأت ودرست الثانوية في البيرة ثم درست سنة واحدة علم الاجتماع في جامعة دمشق، وسنة واحدة أدب عربي في جامعة بيروت العربية، وبعد ذلك تركت الدراسة الجامعية. انتقلت إلى الكويت واشتغلت بالصحافة. هي عضوة في رابطة الكتاب الأردنيين ولها روايات عديدة. 

## سيرتها
هي آسيا «خولة» سعيد رمضان عبد الهادي. ولدت في سنة 1948 في بلدة سَلَمَة قرب يافا. أنهت دراستها الثانوية العامة في مدرسة البيرة الثانوية سنة 1966، درست سنة واحدة علم الاجتماع في جامعة دمشق، وسنة واحدة أدب عربي في جامعة بيروت العربية، وبعد ذلك التحقت بكلية الحقوق في الجامعة نفسها، إلا أنها لم تكمل الدراسة الجامعية وانقطعت عنها بعد ثلاث سنوات من الدراسة.

ثم انتقلت إلى الكويت وعملت في عدد من شركات النفط من 1966 حتى 1983. اشتغلت بالصحافة وكتبت زاوية يومية في كلٍّ من صحيفة « القبس» من 1978 حتى 1983، وصحيفة «الأسواق» الأردنية خلال صدورها ولمدة 3 سنوات. هي عضوة في رابطة الكتاب الأردنيين.

وصفها الناقد شعبان عبد الحكيم محمد بأنها «ملتزمة في كتاباتها الروائية بقضية وطنها وقضايا الإنسان العربي...». 

## مؤلفاتها
من رواياتها :
- «الحب والخبز»، المؤسسة العربية للدراسات، بيروت، 2006 (ردمك 9789953368467)
- «الشتاء المرير»، دار دروب ودار اليازوري العلمية، عمّان، 2011 (ردمك 9789957790141)
- «غرب المحيط»، المؤسسة العربية للدراسات والنشر، 2012 (ردمك 9786144190555) [6]
- «ذكريات وأوهام»، دار الأيام للنشر والتوزيع ، 2015 (ردمك 9789957950316) [7]
- «سعدية»، دار الأيام للنشر والتوزيع، 2016 (ردمك 9789957950873)
- «دولة الكلاب العظمى: حكايات زمن العولمة»، الآن ناشرون وموزعون، 2017 (ردمك 9789957625702) [8]
- «حكايات المطر»، الآن ناشرون وموزعون، 2020 (ردمك 9789923131459)

من مجموعاتها القصصية:
- «سنوات الموت»، دار اليازوري العلمية، عمّان، 2007

ولها أيضًا:
- «بكاء المشانق - ملحمة فلسطينية»، دار الأيام للنشر والتوزيع، 2015 (ردمك 9789957950187)